# Martirológio Jeronimiano

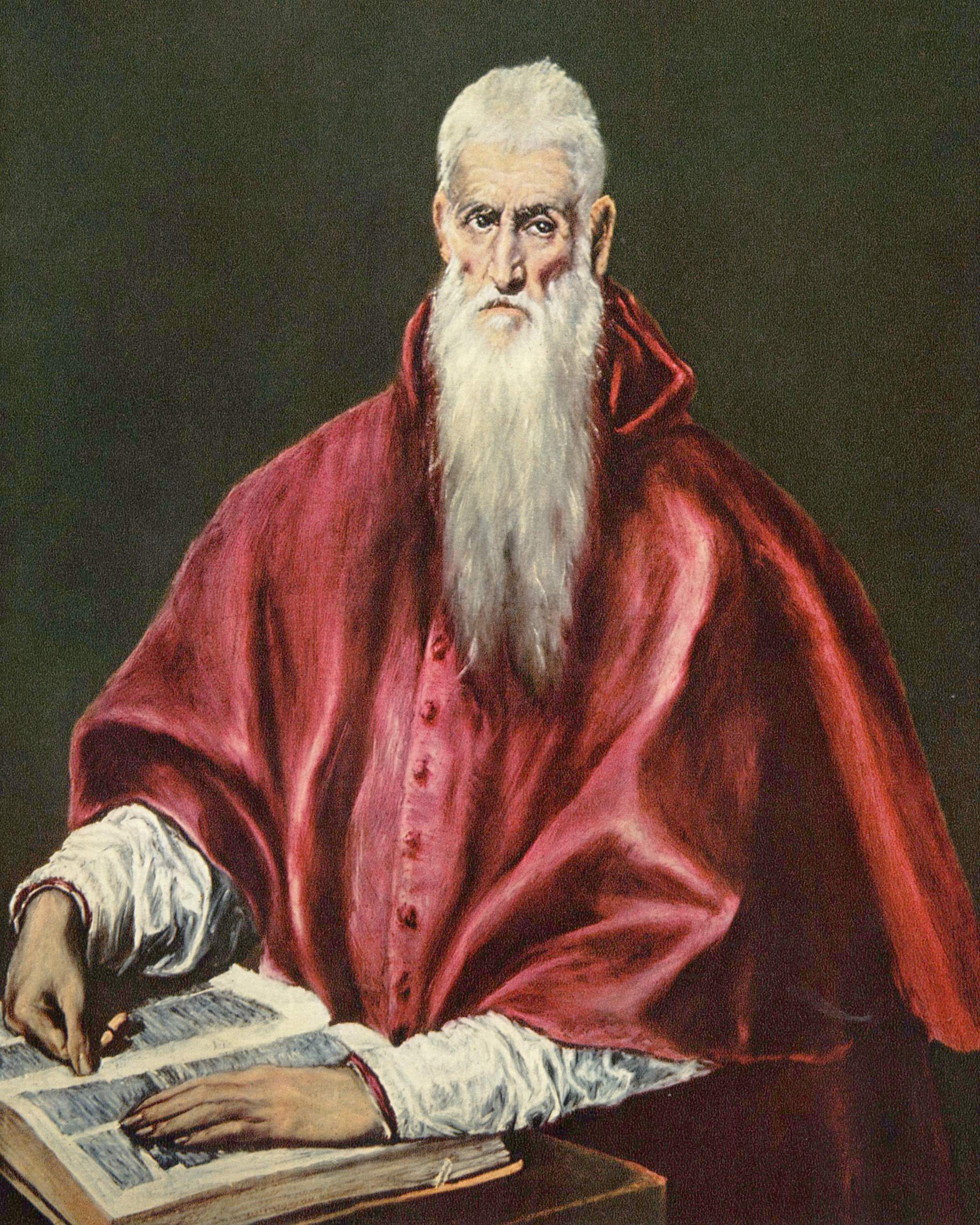
São Jerônimo, de El Greco

Martirológio Jeronimiano ou Martirológio de Jerônimo (em latim: Martyrologium Hieronymianum) constitui o mais antigo catálogo dos mártires cristãos da Igreja Católica. Deve o seu nome ao fato de ter sido atribuído a São Jerônimo.
O autor, todavia, é um anônimo do século V, que teria vivido entre Milão e Aquileia, e que lançou mão de um martirológio siríaco da segunda metade do século IV — provavelmente o Martirológio de Nicomédia, escrito entre 360 e 411 —, tendo feito uso também do Cronógrafo de 354 e de um martirológio africano.
Há duas resenhas sobre o Martirológio Jeronimiano: uma itálica, de uso litúrgico e de edificação, e outra gálica, datada do final do século VI e que teve grande difusão e enriquecimentos diversos nas várias províncias da França.
O Martirológio Jeronimiano foi publicado pelos bolandistas Hippolyte Delehaye e Henri Quentin em Bruxelas na Acta Sanctorum em 1931: mesmo dando origem a graves problemas críticos, continua sendo um documento primário da História da Igreja.